# Liste der Kulturdenkmäler in Wiersdorf (Eifel)
In der Liste der Kulturdenkmäler in Wiersdorf sind alle Kulturdenkmäler der rheinland-pfälzischen Ortsgemeinde Wiersdorf aufgeführt. Grundlage ist die Denkmalliste des Landes Rheinland-Pfalz (Stand: 27. Juni 2022).

## Einzeldenkmäler
| Bezeichnung                                                 | Lage                    | Baujahr                  | Beschreibung | Bild                           |
| ----------------------------------------------------------- | ----------------------- | ------------------------ | --- | ------------------------------ |
| Wohnhaus                                                    | Hauptstraße 1 Lage      | 1729                     | sechsachsiges Wohnhaus, ehemals bezeichnet 1729 (heute Spolie im Garten), Erweiterung bezeichnet 1778                                                                     | BW                             |
| Katholische Filialkirche St. Markus und Johannes der Täufer | Hauptstraße 3 Lage      | 12. oder 13. Jahrhundert | mittelalterlicher, wohl romanischer Saalbau, barocker Umbau bezeichnet 1746; mit Ausstattung; am Außenbau sieben Fußfälle, Sandsteinreliefs, um 1600                      | weitere Bilder Fotos hochladen |
| Hofanlage                                                   | Hauptstraße 13 Lage     | 18. Jahrhundert          | Hofanlage; barockes Wohnhaus, Mitte des 19. Jahrhunderts erweitert, Wirtschaftsflügel jünger                                                                              | Fotos hochladen                |
| Hofanlage                                                   | Hauptstraße 20 Lage     | 1781                     | Flurküchenhaus, bezeichnet 1781, um 1900 historistisch überformt, Ökonomie vom Ende des 19. Jahrhunderts                                                                  | Fotos hochladen                |
| Wohnhaus                                                    | Stauseestraße 1 Lage    | 1912                     | späthistoristisches Wohnhaus, 1912 | BW                             |
| Klause                                                      | westlich des Ortes Lage | 1923                     | Kapelle, 1923; Lourdesgrotte, 1927; Mariensäule, Rotsandsteinquader, 1929/30; Kreuzweg, 1931 von Franz-Josef Leisen, Wißmannsdorf; Engelsfigur, Ende des 19. Jahrhunderts | BW                             |